# António Cardoso Pereira Ferraz
António Cardoso Pereira Ferraz ComC (Porto, 7 de outubro de 1808 – Porto, 1 de setembro de 1883), 2.º Visconde de Castelões, foi um proprietário português. 
Nasceu no Porto, no dia 7 de outubro de 1808, filho de António Rodrigues Pereira Ferraz e de Maria do Carmo Lizarda Cardoso Guimarães.
Casou a 13 de maio de 1833, com Maria Emília de Brito e Cunha. Foi pai de Álvaro de Castelões, 3.º Visconde de Castelões, filho de Margarida Augusta de Meireles, solteira, com quem casou em segundas núpcias.
A 17 de junho de 1846 é nomeado Porta-bandeira do Batalhão Provisório da Guarda Nacional. Foi Fidalgo Cavaleiro da Casa Real (alvará de 9 de julho de 1855), Moço Fidalgo com exercício no Paço e Comendador da Ordem de Cristo. Segundo proprietário do lugar de Escrivão da Mesa Grande da Alfândega do Porto, foi também senhor da Quinta de Castelões, na freguesia de São Martinho de Sande, em Guimarães.
Faleceu às 14 horas do dia 1 de setembro de 1883, na Rua do Almada n.° 68 da cidade do Porto. O jazigo dos Viscondes de Castelões encontra-se no Cemitério da Lapa, no Porto.

## Visconde de Castelões
Herdou a segunda vida do título de Visconde de Castelões do seu tio paterno Flórido Rodrigues Pereira Ferraz, 1.º Visconde de Castelões, pois este faleceu sem descendência. O título foi-lhe concedido por alvará de lembrança de 23 de abril de 1864 por D. Luís.
Sucedeu-lhe o seu filho Álvaro, mais conhecido como "Álvaro de Castelões", cujo título foi renovado em 27 de fevereiro de 1905 por decreto de D. Carlos I.